# National Board of Review Awards 1960
32nd National Board of Review Awards

22 de dezembro de 1960
|  |

O 32º Prêmio do National Board of Review foi anunciado em 22 de dezembro de 1960.

## Top dez - Filmes
1. Sons and Lovers
2. The Alamo
3. The Sundowners
4. Inherit the Wind
5. Sunrise at Campobello
6. Elmer Gantry
7. Home from the Hill
8. The Apartment
9. Wild River
10. The Dark at the Top of the Stairs

## Melhores Filmes Estrangeiros
1. The World of Apu
2. General della Rovere
3. The Angry Silence
4. I'm All Right Jack
5. Hiroshima Mon Amour

## Vencedores
- Melhor Filme: Sons and Lovers
- Melhor Filme Estrangeiro: The World of Apu
- Melhor Ator: Robert Mitchum (The Sundowners, Home from the Hill)
- Melhor Atriz: Greer Garson (Sunrise at Campobello)
- Melhor Ator Coadjuvante: George Peppard (Home from the Hill)
- Melhor Atriz Coadjuvante: Shirley Jones (Elmer Gantry)
- Melhor Diretor: Jack Cardiff (Sons and Lovers)